# العوامر (إيتاي البارود)
قرية العوامر هي إحدى القرى التابعة لمركز إيتاي البارود في محافظة البحيرة في جمهورية مصر العربية. حسب إحصاءات سنة 2006، بلغ إجمالي السكان في العوامر 2234 نسمة، منهم 1156 رجل و1078 امرأة.